# Лемма Кёнига о бесконечном пути

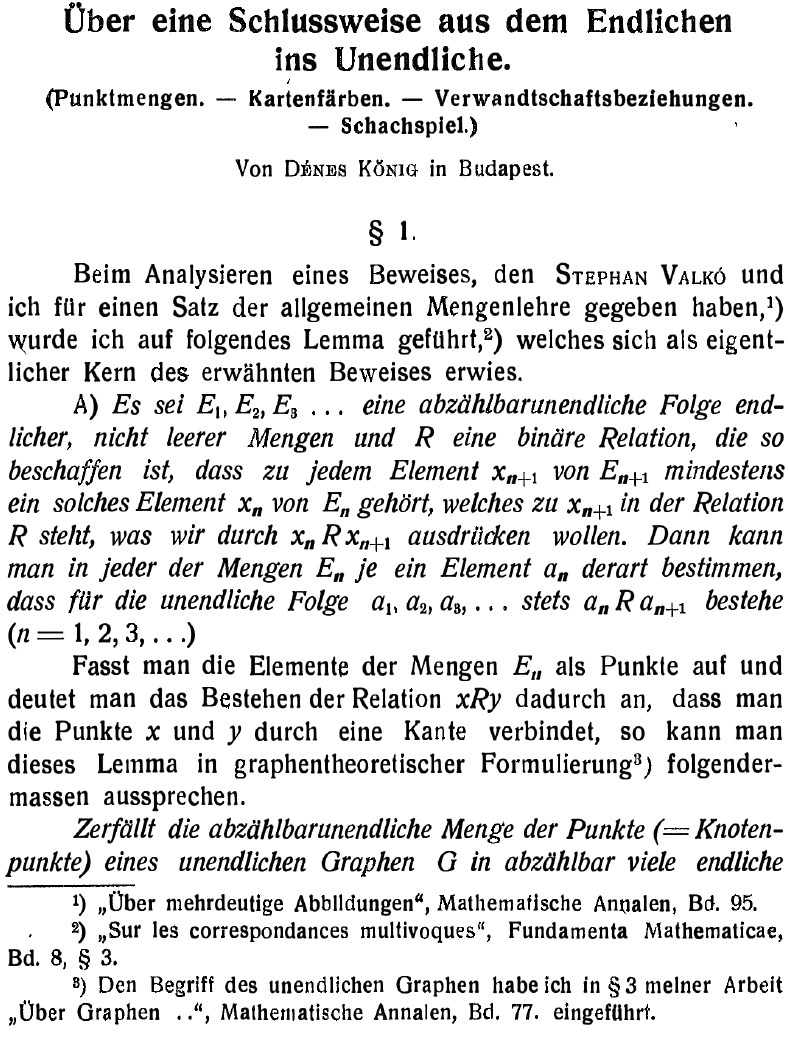
Статья Кёнига 1927 года

Лемма Кёнига о бесконечном пути — теорема, которая даёт достаточное условие на существование бесконечного пути в графе.
Эта теорема играет важную роль как пример в конструктивной математике и теории доказательств.
Доказана Денешем Кёнигом в 1927 году.

## Формулировка
Пусть {\displaystyle \Gamma } — бесконечный, но локально конечный (то есть каждая его вершина имеет конечную степень) связный граф. Тогда {\displaystyle \Gamma } содержит бесконечный простой путь, то есть путь без повторяющихся вершин, который начинается в одной вершине и продолжается бесконечно долго.

### Замечания
- Полезным частным случаем этого утверждения является то, что каждое бесконечное дерево содержит вершину бесконечной степени или бесконечный простой путь.